# 九三学社海南省委员会
九三学社海南省委员会，简称九三学社海南省委、九三海南省委、海南九三学社，是九三学社在海南省的地方组织。